# Чёрный, Виктор Николаевич
Виктор Николаевич Чёрный (Паниашвили, Паниашвили-Чёрный, Чёрный-Паниашвили) (1 мая 1891, Телави, Тифлисская губерния, Российская империя — 5 ноября 1937, Москва) — деятель революционного движения, советский железнодорожник, ректор МИИТ в 1928–1930 годах.
В 1938 расстрелян, посмертно реабилитирован в 1956.

## Биография
Родился в дворянской семье, грузин. Отец был судебным чиновником (умер в 1896 году).
С 12 лет жил своим трудом. Окончил 6 классов Тифлисской классической гимназии экстерном в 1907.

Окончил полный курс юридического факультета Харьковского университета (поступил в 1907), учился 2 года там же на математическом факультете.
- До революции активно занимался подпольной работой, официально работая (в 1903—1910) скрипачом в оркестрах театров и кинотеатров Тифлиса и Харькова
- Член партии эсеров с 1906. В 1908, 1909 и 1910 годах арестовывался за работу в военной организации партии, был выслан на 2 года в Таганрог
- С ноября 1917 — в партии левых эсеров, член ЦК
- Партийная кличка «Чёрный» после революции стала фамилией
- В феврале 1917 — апреле 1918 — член президиума Совета рабочих и солдатских депутатов Харькова, редактор газеты «Земля и воля»
- В январе — мае 1918 — в партизанском отряде
- В мае — августе 1918 — редактор газеты «Знамя революции» (Саратов)
- 25 сентября 1918 — 9 ноября 1918 — член ЦК Партии революционного коммунизма
- С ноября 1918 года член РКП(б)
- В сентябре 1918 — январе 1919 — член Верховного Трибунала РСФСР (Москва)
- В феврале — мае 1919 — заместитель народного комиссара юстиции Украины (Харьков, Киев)
- В мае — октябре 1919 — военный комиссар отдельной бригады
- В октябре 1919 — апреле 1920 — военный комиссар 42-й дивизии 13-й, затем 14-й армии РККА, после тяжёлого ранения и контузии демобилизовался
- В 1920 — феврале 1921 — комиссар Среднеазиатской железной дороги (Ташкент)
- В феврале — августе 1921 — помощник начальника Балтийской железной дороги (Москва)
- В августе 1921 — августе 1922 — комиссар Александровской (Московско-Брестской) железной дороги (Москва)
- В августе 1922 — мае 1925 — начальник Московско-Киево-Воронежской железной дороги (Курск)
- В мае — ноябре 1925 — в загранкомандировке от НКПС в Германии, Австрии и Британии, ознакомление с опытом управления железными дорогами
- В ноябре 1925 — 1928 — председатель правления Южной железной дороги, член окружного комитета РКП(б), член Всеукраинского ЦИК (Харьков)
- В 1928 — 1930 — ректор МИИТ (Москва)
- В 1928 — 1931 — член коллегии НКПС
- С 23 ноября 1930 — глава Центрального технико-экономического совета, одновременно – начальник Центрального научно-исследовательского управления НКПС.
- В 1930 — 8 июня 1935 — заместитель начальника ЦУДорТранса и, одновременно, начальник Управления речного флота НКПС
- В 1931 — 1934 — председатель Совета транспортной электрификации, председатель Тепловозной комиссии.
- В 1934—1935 — главный редактор Транспортной энциклопедии
- 1 июня 1935 — июль 1936 — член коллегии НКПС, начальник Центрального отдела подготовки кадров НКПС
- В июле 1936 — апреле 1937 — член коллегии НКПС, начальник научно-исследовательского института пути и строительства НКПС, начальник Центрального управления учебных заведений НКПС
- 1 июня 1937 — арестован
- Внесён в сталинский расстрельный список от 1 ноября 1937 ("за 1-ю категорию — Сталин, Молотов").
- 5 ноября 1937 — по обвинению по ст.58 п.7, 8 и 11 УК РСФСР приговорён Военной коллегией Верховного Суда СССР к смертной казни, приговор приведён в исполнение в этот же день.
- Захоронен на территории Донского кладбища Москвы, в т. н. Общей могиле № 1 невостребованных прахов.
- Посмертно реабилитирован 16 июня 1956 года.

Член ВЦИК с 1919. Имел несколько печатных работ по тематике НКПС. Избирался членом Курского и Харьковского губкомов партии и Краснопресненского райкома В Москве.

## Награды и почетные звания
Награждён орденом Ленина № 636 (постановление ЦИК от 11 января 1934) за строительство автодороги Николаевск-на-Амуре—Уссурийск.
Также награждён нагрудным знаком «Почетный железнодорожник» № 1192 и почётной грамотой Реввоенсовета Республики.